# Garanti BBVA
Garanti BBVA, ufficialmente Türkiye Garanti Bankası A.Ş. (in turco, lett. "Banca di garanzia della Turchia"), è una banca turca con sede a Istanbul. Fondata nel 1946, è controllata all'86% dal gruppo spagnolo Banco Bilbao Vizcaya Argentaria (BBVA).
Al 2023, Garanti BBVA disponeva di circa 800 filiali in Turchia e 9 all'estero, dislocate in Cipro del Nord e Malta, in aggiunta a due uffici di rappresentanza a Düsseldorf e Shanghai.

## Sussidiarie
- Garanti Emeklilik ve Hayat A.Ş.
- Garanti Yatırım ve Menkul Kıymetler A.Ş.
- Garanti Portföy Yönetimi A.Ş.
- Garanti Bilişim ve Ticaret T.A.Ş.
- Garanti Ödeme Sistemleri A.Ş.
- Garanti BBVA Mortgage
- Garanti BBVA Leasing
- Garanti BBVA Faktoring
- Garanti BBVA Filo